# Beetown
Beetown – miasto w Stanach Zjednoczonych, w stanie Wisconsin, w hrabstwie Grant.